# Голоскоков, Виталий Петрович
Вита́лий Петро́вич Голоско́ков (1913—1998) — советский ботаник, специалист во флоре и растительности Казахстана.

## Биография
Родился в Ташкенте 10 марта 1913 года в семье служащих. С 1920 года семья Виталия Петровича жила в городе Верном (Алма-Ата). Учился в московском Институте цветных металлов и золота, с 1933 года — в Свердловском горном институте.
В 1934 году вновь переехал в Алма-Ату из-за болезни, поступил в Казахский государственный университет. С 1939 года В. П. Голоскоков работал младшим научным сотрудником ботанического сектора Казахского филиала АН СССР. Во начале Великой Отечественной войны служил на фронте, был тяжело ранен.
С 1942 года, после лечения, продолжал ботанические исследования в филиале Академии наук, проводил экспедиции. В 1947 году Виталий Петрович защитил кандидатскую диссертацию под руководством Николая Васильевича Павлова.
Принимал участие в составлении «Флоры Казахстана» (1956—1966), он обработал для него 28 семейств и в общей сложности 688 видов растений. Работал ответственным редактором «Иллюстрированного определителя растений Казахстана». С 1957 по 1975 он руководил отделом Флоры Института Ботаники АН Казахской ССР.
В 1984 году издал монографию «Флора Джунгарского Алатау».

## Некоторые научные работы
- Голоскоков В. П. Флора и растительность высокогорных поясов Заилийского Алатау. — Алма=Ама, 1949. — 202 с.
- Голоскоков В. П., Поляков П. П. Определитель растений семейства маревых Казахстана. — Алма-Ата, 1955. — 106 с.
- Голоскоков В. П. Флора Джунгарского Алатау. — Алма-Ата, 1984. — С. «Наука». — 220 с.

## Некоторые виды, названные в честь В. П. Голоскокова
- Alchemilla goloskokovii Juz., 1965
- Aquilegia vitalii Gamajun., 1991 — Водосбор Виталия
- Cotoneaster goloskokovii Pojark., 1976 — Кизильник Голоскокова
- Festuca goloskokovii E.B.Alexeev, 1976 — Овсяница Голоскокова
- Lepidolopsis goloskokovii Poljakov, 1959 [≡ Tanacetopsis goloskokovii (Poljakov) Karmysch., 1966 — Танацетопсис Голоскокова]
- Phlomoides goloskokovii Lazkov, 2008
- Platytaenia goloskokovii Korovin, 1962 [≡ Pilopleura goloskokovii (Korovin) Pimenov, 1976 — Пилоплеура Голоскокова]
- Taraxacum goloskokovii Schischk., 1964 — Одуванчик Голоскокова
- Taraxacum vitalii Orazova, 1966 — Одуванчик Виталия